# 나리 (미스코리아)
나리(1985년 12월 13일~)는 2008년 미스코리아 진(眞)이다.

## 프로필
- 출생 : 1985년 12월 13일
- 신체 : 168.7cm, 48kg, 34-24-33
- 학력 : 연세대학교 응용통계학과
- 수상 : 2008년 미스코리아 진(眞), 2008년 미스코리아 서울 선(善)
- 취미 : 독서, 영화감상
- 특기 : 바이올린, 필라테스

## 논란
미스코리아, 그것도 진임에도 불구하고 너무 외모가 받쳐주지 않아 논란이 되었다. 심지어 그 당시 미스코리아 진행자였던 박정아보다 훨씬 못생긴 탓에 일각에서는 박정아에게 미스코리아 진을 시켜주자는 주장까지 제기될 정도였다.